# Чарівна бандура
Чарівна бандура - фестиваль-конкурс юних бандуристів, що проходить в м.Одеса.
Перший відкритий конкурс пройшов 4 червня 2011 на Півдні України. У конкурсі узяли участь талановиті бандуристи м.Одеси.
8-10 червня 2012 - пройшов Другий Відкритий Всеукраїнський фестиваль-конкурс юних бандуристів «Чарівна бандура». У конкурсі взяли участь юні бандуристи з 15 міст України.
Проведення третього Відкритого Всеукраїнського фестивалю-конкурс юних бандуристів «Чарівна бандура» заплановане на 28-30 червня 2013.
Мета фестивалю-конкурсу:
- Збереження традицій української національної культури
- Виховання молоді в дусі найкращих традицій України
- Популяризація народного інструмента – бандури
- Підвищення педагогічної майстерності та професійного рівня виконавців
- Виявлення юних талановитих музикантів-бандуристів

Фестиваль-конкурс проводитися у вікових групах:
- Молодша – до 11 років включно;
- Середня – з 12 до 14 років включно;
- Старша – з 15 до 17 років включно, (для ансамблів до 19 років)

Засновники фестивалю-конкурсу - Долгіх Оксана Володимирівна, Шпак Сергій Васильович, Чалігава Ігор Сергійович